# Condado de Ibáñez
El condado de Ibáñez es un título nobiliario español creado por el rey Alfonso XIII mediante real despacho del 12 de mayo de 1881 en favor de Francisco Feliciano Ibáñez y Palenciano.

## Primer y único titular
- Francisco Feliciano Ibáñez y Palenciano (baut. parroquia de Viciedo, Teruel, 9 de junio de 1823-Cuba, 1892[2]), I conde de Ibáñez, hijo de Domingo Sebastián Ibáñez y Navarro y de Leandra Palenciano y Arandia.[1]  Fue coronel de milicias, síndico en 1870, regidor y teniente alcalde de La Habana, vicepresidente de la Junta Central Protectora de Libertos y del Círculo de Hacendados, consejero de administración, senador del reino,[3] comendador de la orden de Isabel la Católica y Cruz de segunda clase del Mérito Militar.[1]

Casó el 18 de mayo de 1866, en La Habana, parroquia del Espíritu Santo, con María del Rosario Misa y Argandoña. Fueron padres de dos hijos: Josefa, casada con Ramón Pío de Ajuria y González; y Alberto Ibáñez y Misa (n. 10 de junio de 1875), cónsul de la República de Cuba, casado con Lydia Klindd.